# Antiope (nome)
Antiope  è un nome proprio di persona italiano femminile.

## Varianti in altre lingue
- Catalano: Antíope
- Francese: Antiope
- Greco antico: Ἀντιόπη (Antiope)[5]
- Greco moderno: Αντιόπη (Antiopī)
- Latino: Antiope[1]
- Polacco: Antiopa
- Russo: Антиопа (Antiopa)
- Spagnolo: Antíope
- Ucraino: Антіопа (Antiopa)

## Origine e diffusione

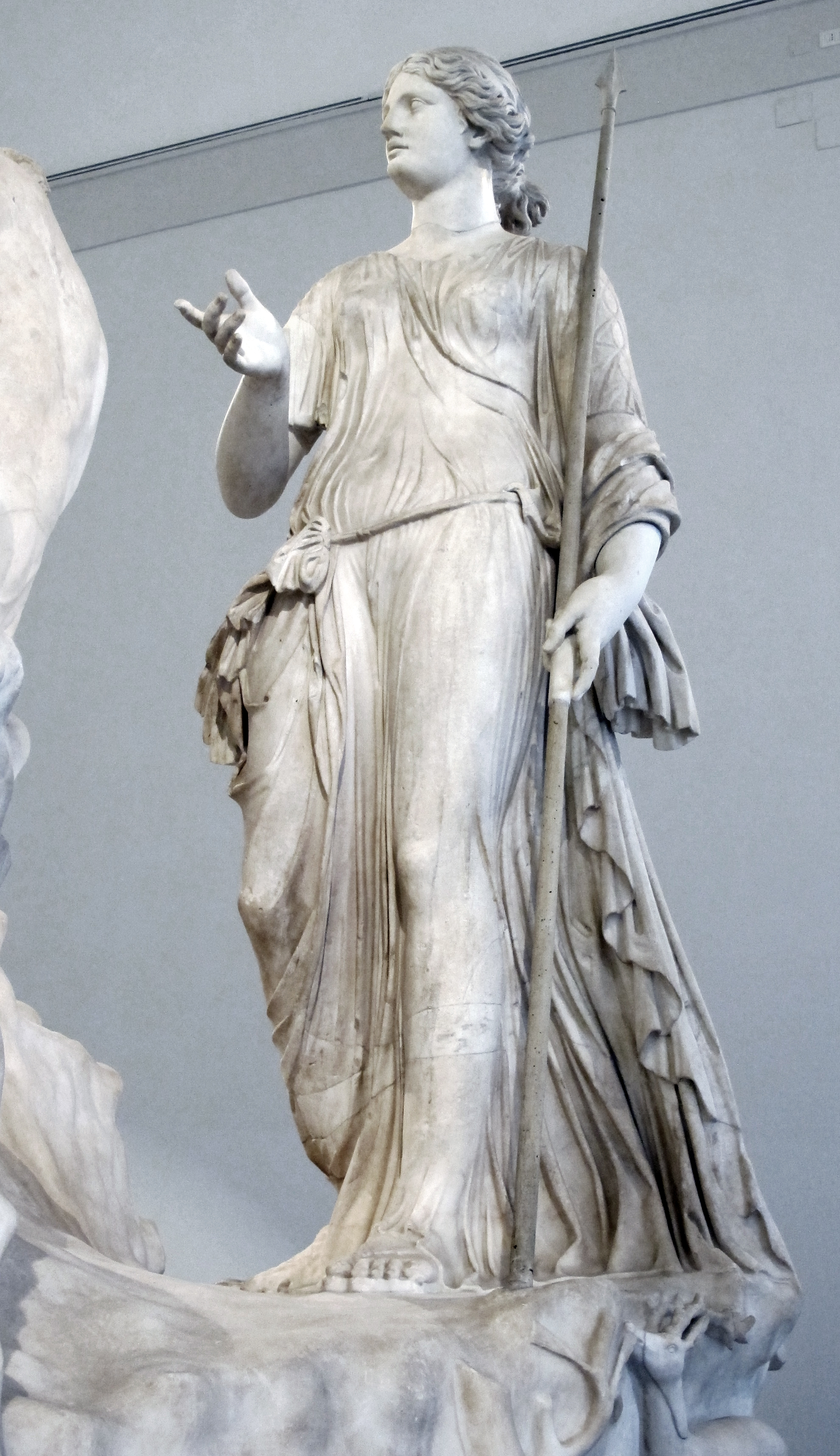
Statua di Antiope nel complesso del Toro Farnese

Continua l'antico nome greco Ἀντιόπη (Antiope); è composto da αντι (anti, che può significare "contro", ma anche "simile") e οψ (ops, "voce", "sguardo" o "volto"). Entrambi sono elementi molto diffusi nell'onomastica greca; il primo si ritrova anche in Antero, Antinoo, Antioco, Antigono e Antipatro, il secondo in Merope e Calliope.
È un nome di tradizione classica, portato da diverse figure della mitologia greca, fra cui Antiope, una regina delle Amazzoni e Antiope, una donna sedotta da Zeus, alla cui storia sono ispirate diverse opere. La sua diffusione in Italia è piuttosto scarsa.

## Onomastico
Il nome è adespota, non essendo portato da alcuna santa; l'onomastico viene quindi festeggiato il 1º novembre, giorno di Ognissanti.

## Persone

### Variante Antiopī
- Antiopī Melidōnī, pallanuotista greca